# Hendrella winnertzii
Hendrella winnertzii är en tvåvingeart som först beskrevs av Georg von Frauenfeld 1864.  Hendrella winnertzii ingår i släktet Hendrella och familjen borrflugor. Inga underarter finns listade i Catalogue of Life.